# Anax parthenope
Anax parthenope là một loài chuồn chuồn ngô trong họ Aeshnidae. Loài này có ở Nam châu Âu, Bắc Mỹ và châu Á.
A. parthenope nhỏ hơn và ít sặc sỡ hơn Anax imperator. Nhìn chung bề ngoài, đặc biệt nhìn trên cánh thì A. parthenope tương tự A. imperator nhưng A. parthenope có xu hướng giữ bụng thẳng hơn của A. imperator.
Loài này phân bố ở phần lớn miền nam và miền trung Châu Âu bao gồm hầu hết các hòn đảo Địa Trung Hải, khắp châu Á đến Nhật Bản và Trung Quốc, và Bắc Phi. Nó đã được tìm thấy trên quần đảo Canaria và Madeira. Nó đang lan rộng về phía bắc và lần đầu tiên được nhìn thấy ở Anh vào năm 1996, nơi nó đã sinh sản kể từ đó.
Ở phía bắc dải phân bố, A. parthenope có thể bay vào tháng 3. Nó phổ biến nhất vào tháng 6 đến tháng 9 nhưng vẫn có thể vào tháng 11. Thường thấy bay lượng xung quanh ao, hồ và nước vẫn khác. Khi có A. imperator thì loài này hiện diện ít hơn. Khi Khi A. parthenope và A. imperator hiện diện cũng một khu vực ao thì A. imperator chiếm ưu thế. 

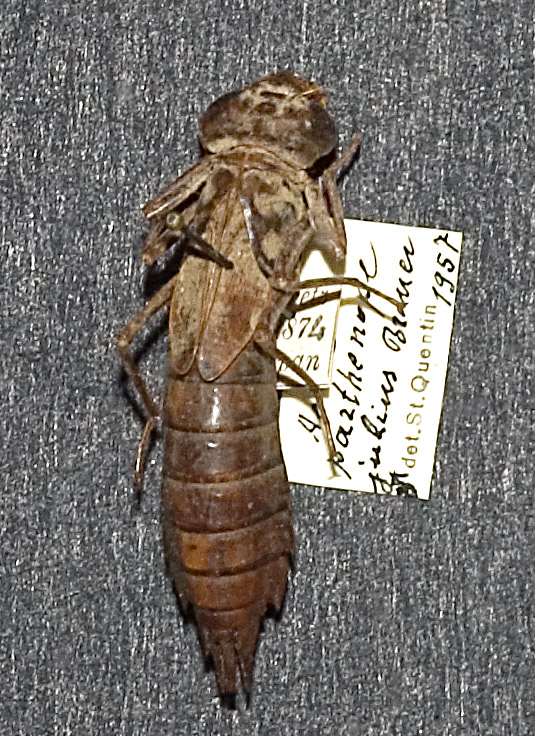
Ấu trùng của A. parthenope

## Hình ảnh

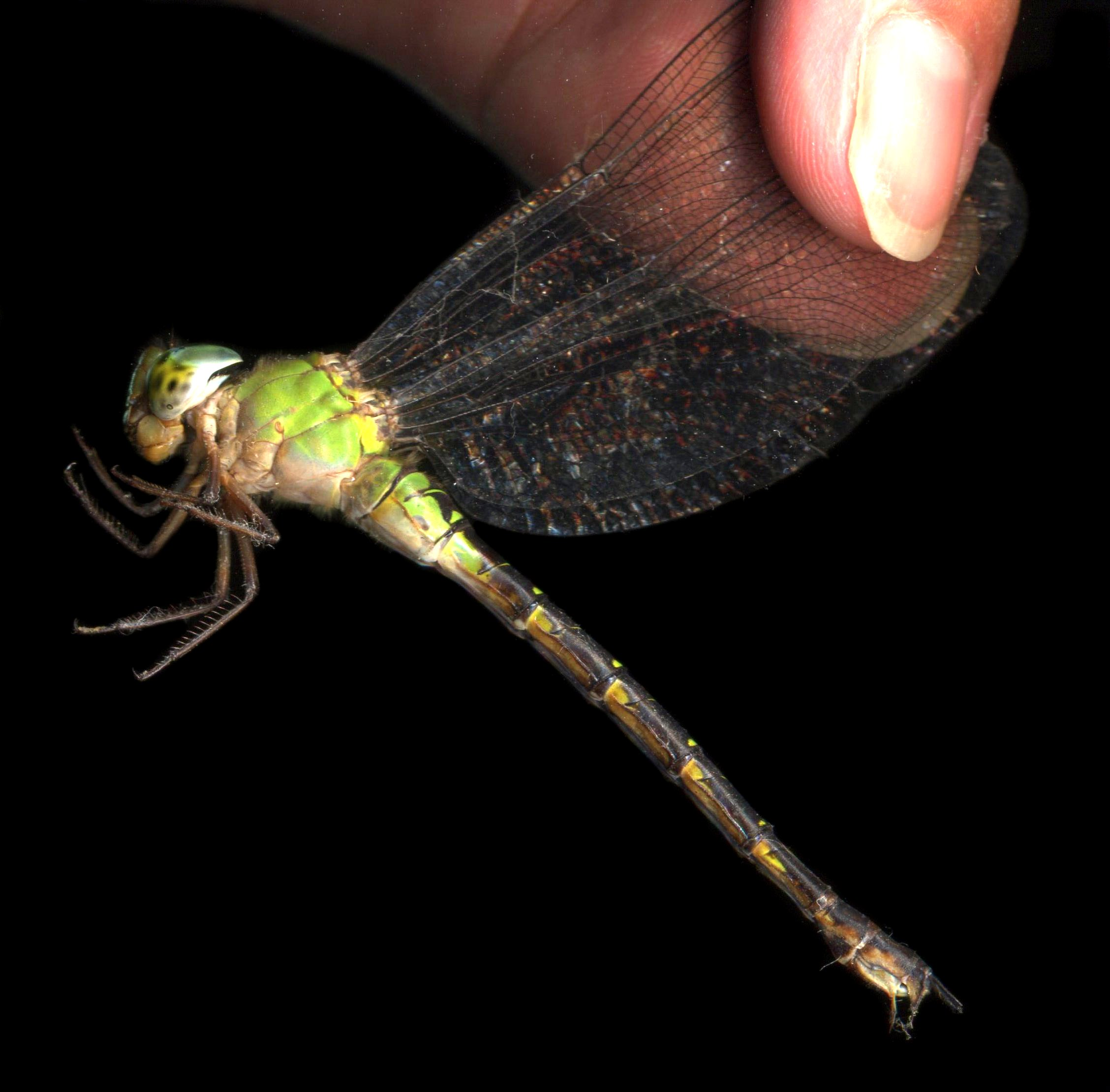
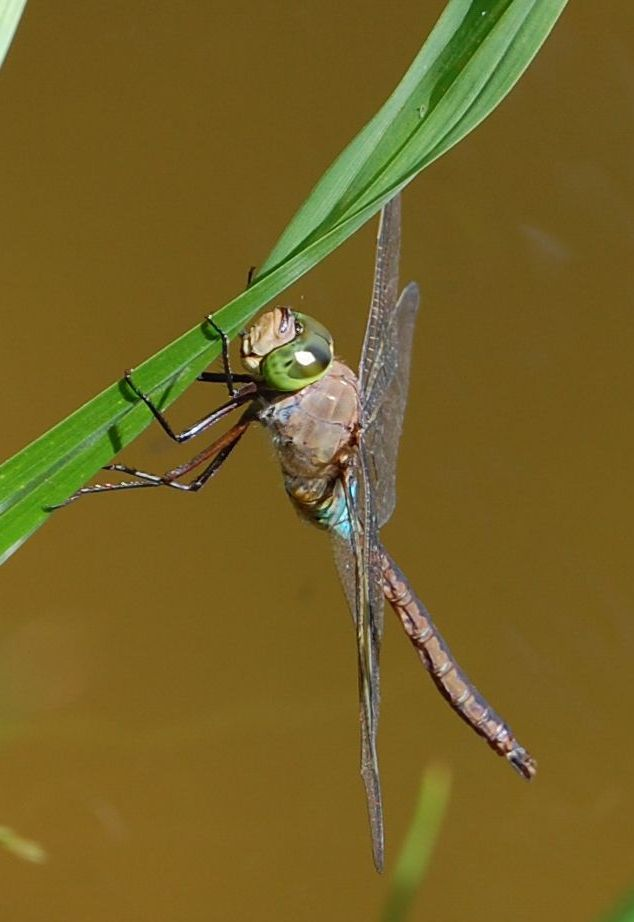
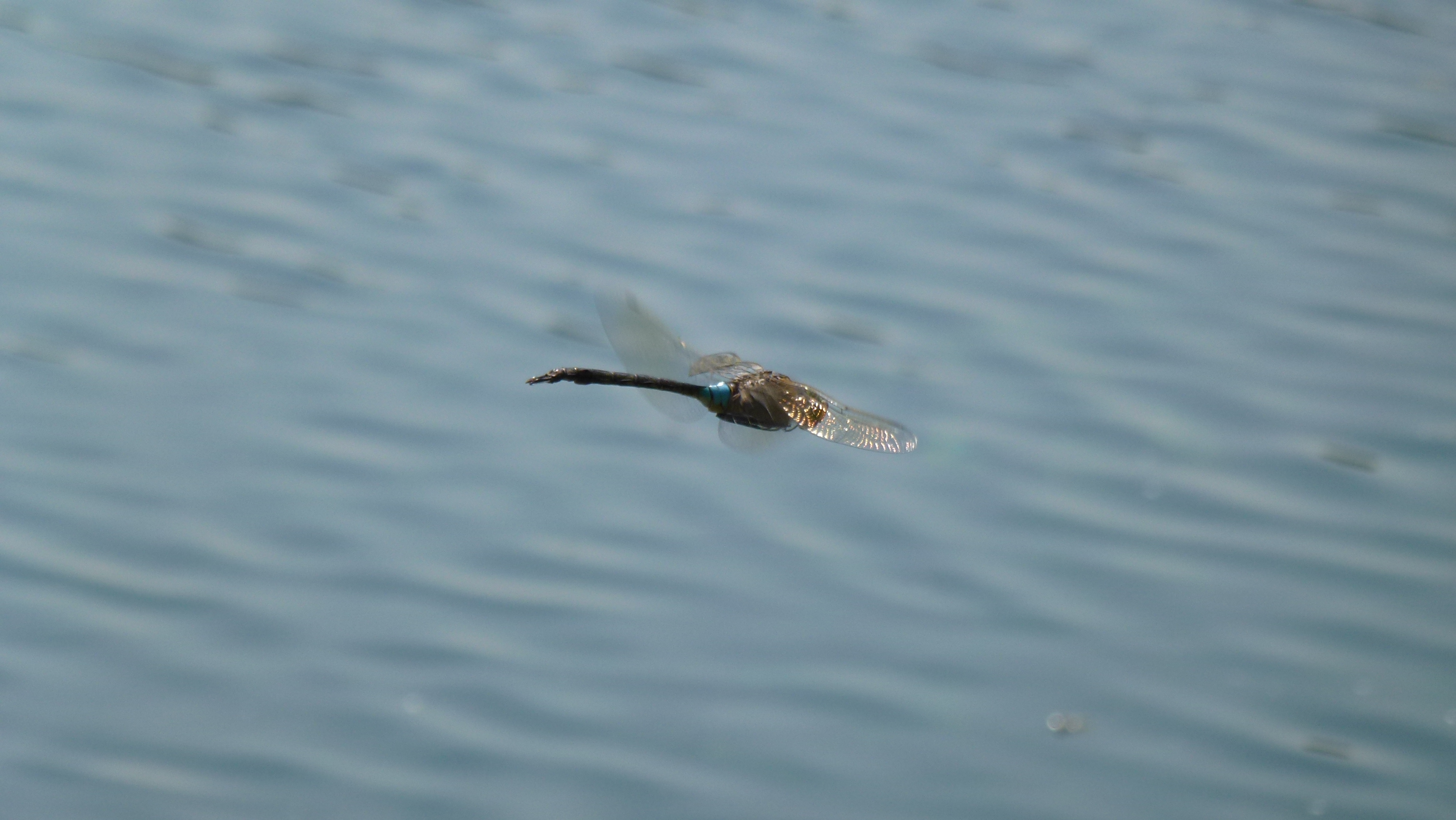
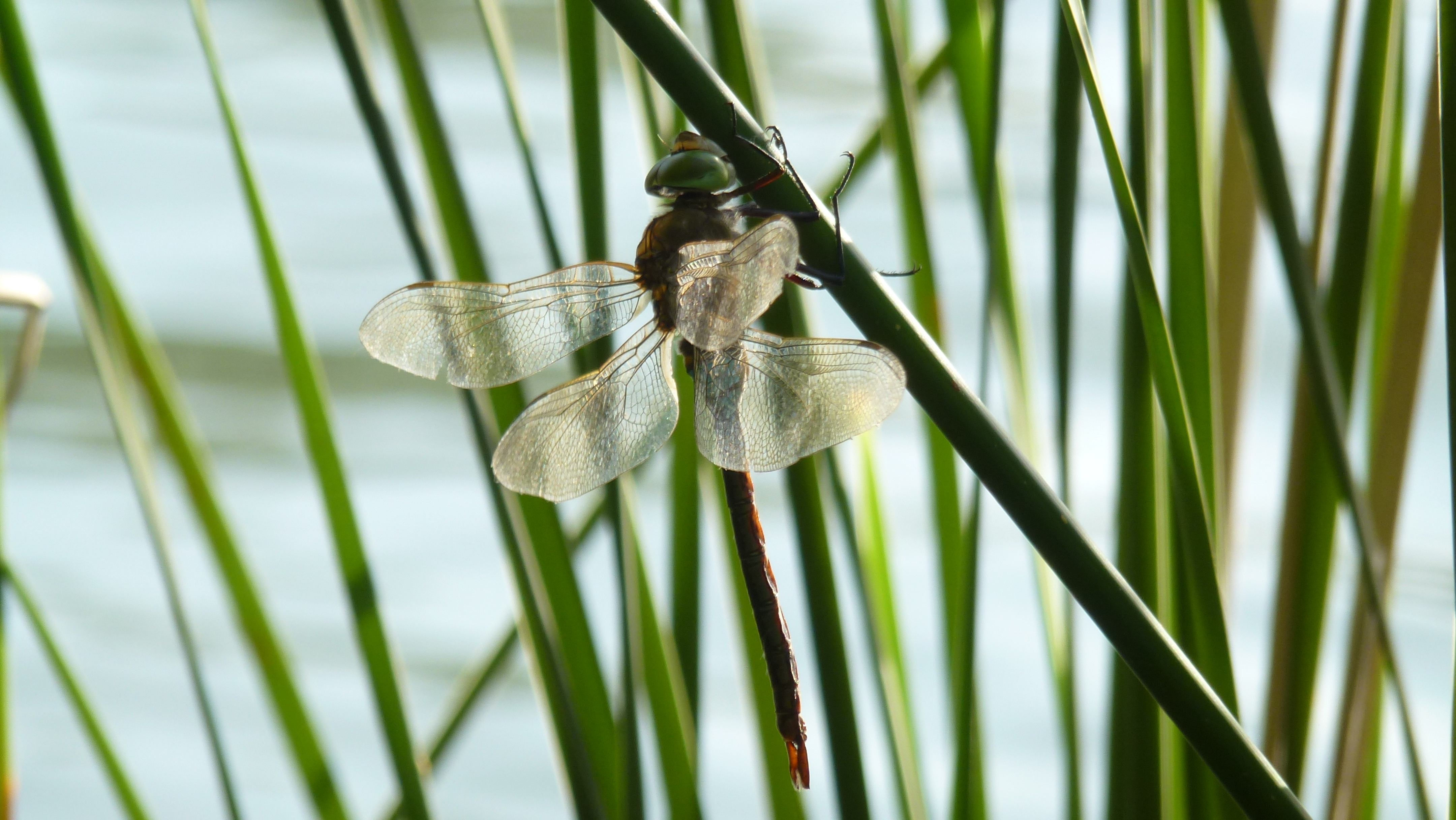